# Johan Erik Remmer
Johan Erik Remmer, född den 20 januari 1770 i Söderbärke prästgård, Dalarna, död den 22 maj 1843, var en svensk översättare för teatern.
Remmer studerade vid Uppsala universitet och avlade där kansliexamen samt blev 1797 extra ordinarie kanslist i krigsexpeditionen, där han slutligen, 1811, blev expeditionssekreterare. Från denna befattning avgick han med pension 1833. Sin verksamhet som översättare för teatern började Remmer 1807 och avslutade den först året före sin död. I allt översatte han 21 uppförda stycken, av vilka ett flertal på vers, som de två banden Theaterstycken (1814-1815), Den högfärdige av Philippe Néricault Destouches (1818), Tartuffe av Molière (1820), Césars död av Voltaire (1829), Marino Falieri av Casimir Delavigne (1842), ett par operor med mera. Dessa tolkningar vann samtidens uppskattning. Tegnér, som kallade honom "vår förste alexandrin", försökte få honom invald i Svenska akademien. Remmer erhöll för sina arbeten tre gånger pris av denna, däribland en gång Karl Johanspriset.

## Översättningar
- [Anonym]: Nejderne omkring Paris (Stockholm, 1807)
- Theaterstycken (Cederborgh, 1814-1815) [Innehåll: Band 1: Bref-Intrigen (av Philippe François Nazaire Fabre d'Eglantine; Den svartsjuka hustrun (av Pierre Jean Baptiste Choudard Desforges); Bruis och Palaprat (av Charles Guillaume Étienne). Band 2: Arfvet eller De sönderslagna glasögonen (av Armand Charlemagne; Optimisten eller Den förnöjde (av Jean François Collin d'Harleville)]
- Philippe Néricault Destouches: Den högfärdige: komedi på vers, i fem akter (Stockholm, 1818)
- Jean Nicolas Bouilly: Fanchon, eller Lyrspelerskan: komedi i tre akter, blandad med vaudeviller (Stockholm, 1820)
- Molière: Tartuffe: comedi i fem acter, på vers (Stockholm, 1821)
- Jean François Roger: Den höge rivalen, eller Lika mot lika: komedi tre akter (Stockholm, 1827)
- François Guillaume Jean Stanislas Andrieux: Den föregifne döde (Stockholm, 1828)
- Voltaire: Cesars död: tragedi i tre akter (Stockholm, 1829)
- Ferdinand Hérold: Marie, eller Bröllops-dagen: opera-Komik i Tre Akter (orden af H. De Planard, musiken af H. Hérold, Stockholm, 1832)
- Förstånds-katekes innehållande korta berättelser och undervisningar för att leda barns första begrepp och moralkänsla (Principles de morale: pour les enfants) (Probst, 1833) [parallelltext på svenska och franska]